# Matthiaskapelle (Kobern-Gondorf)

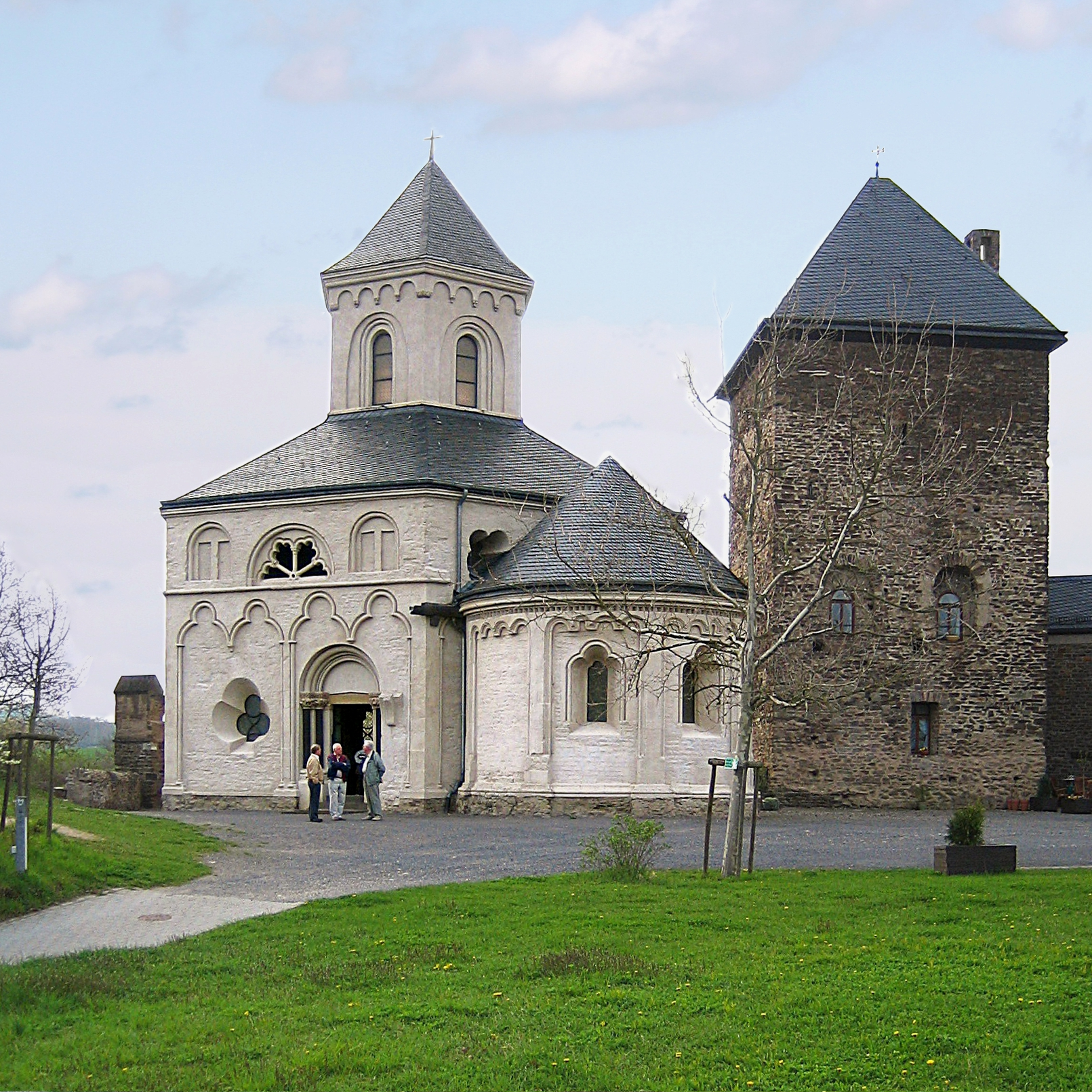
Matthiaskapelle und Bergfried der Oberburg, Blick von Südosten

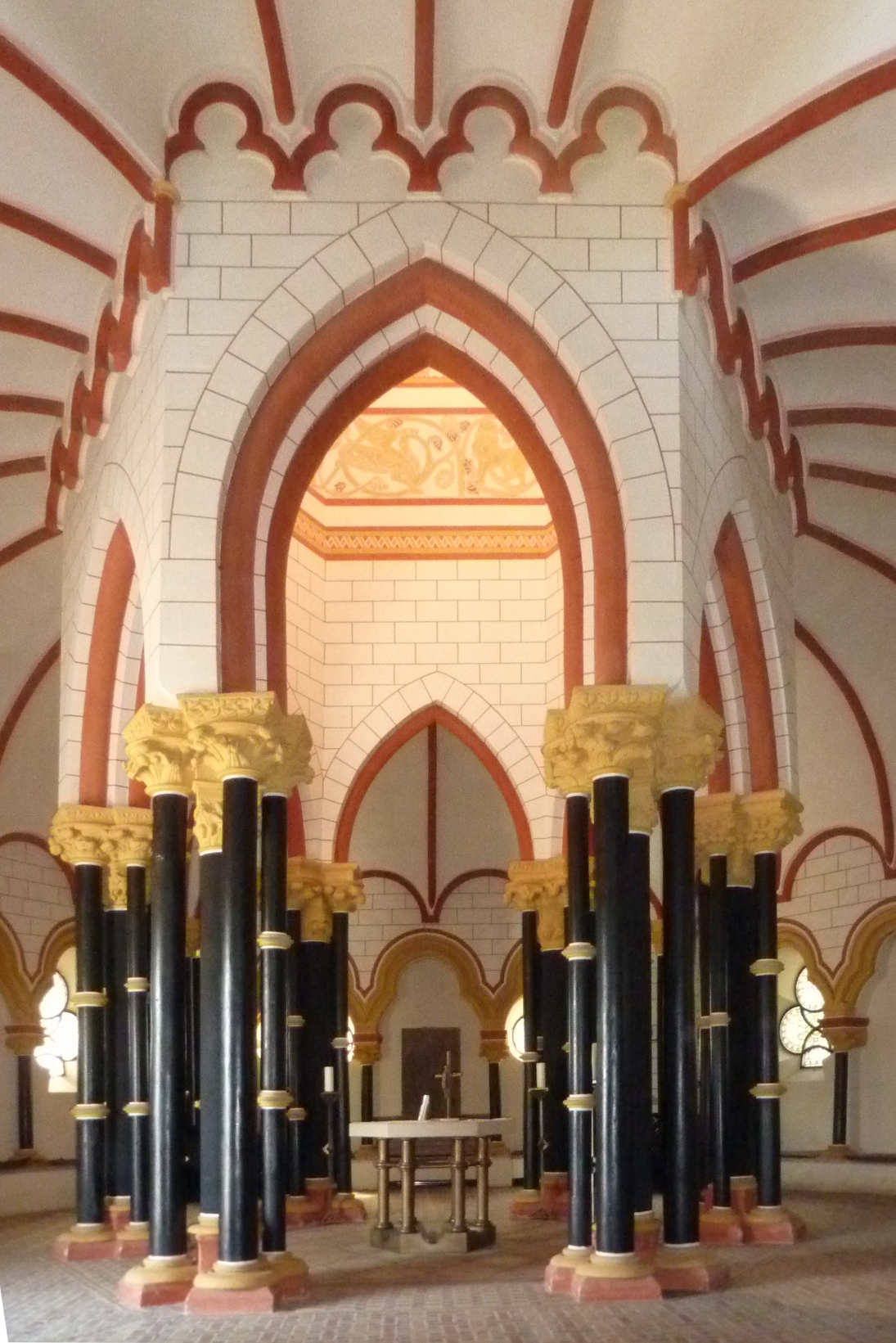
Innenraum der Kapelle

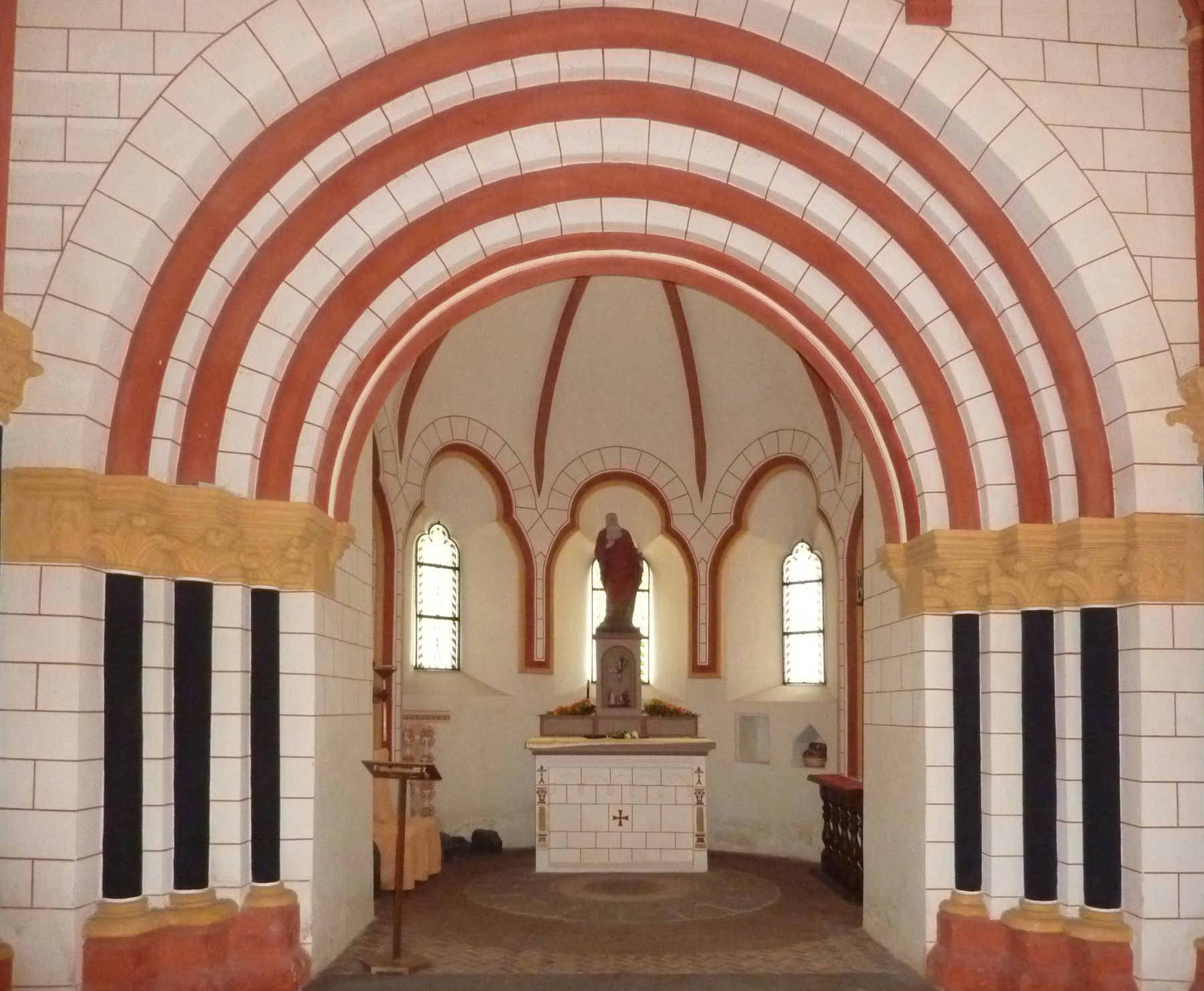
Blick in die Apsis

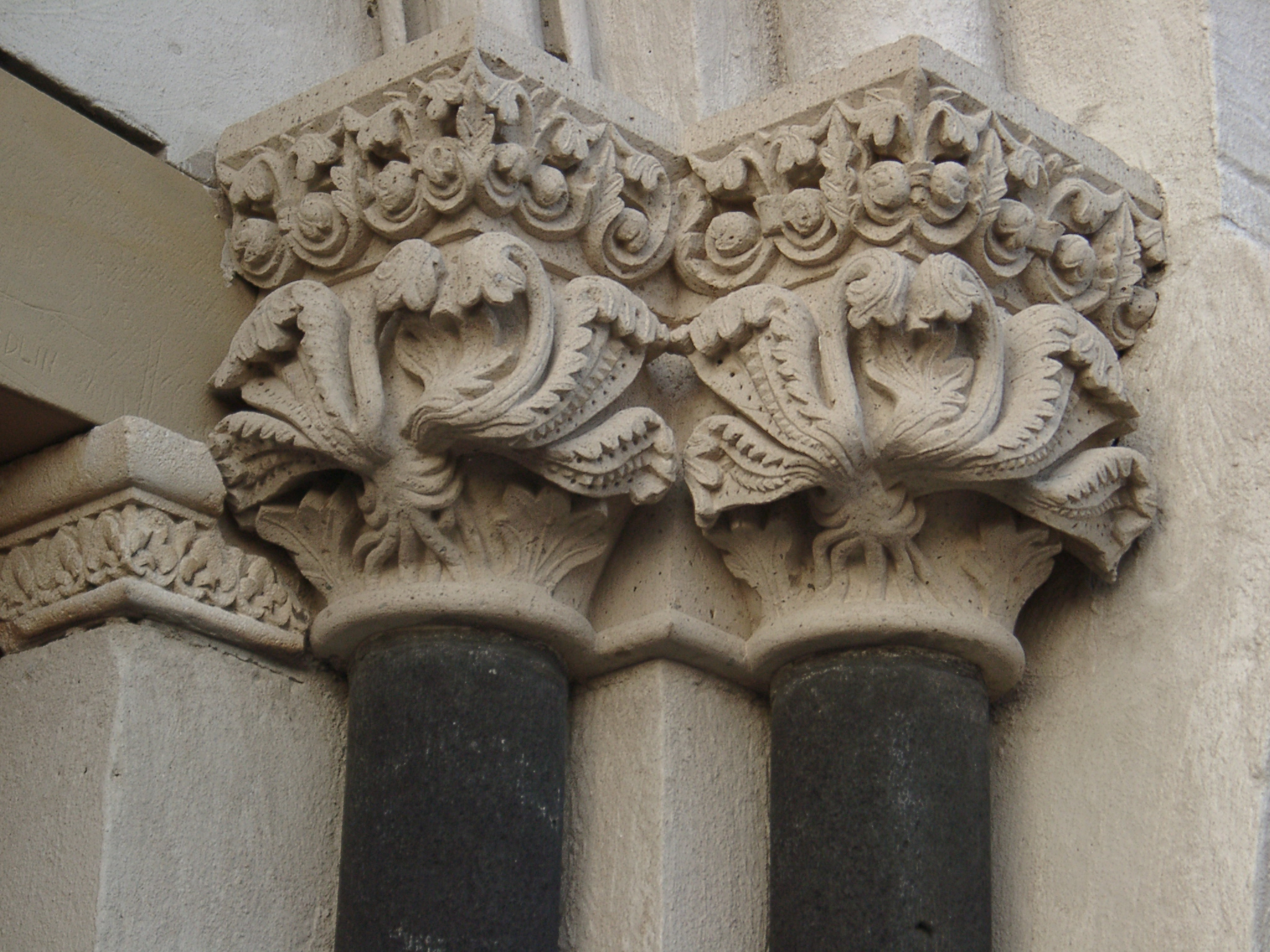
Detail

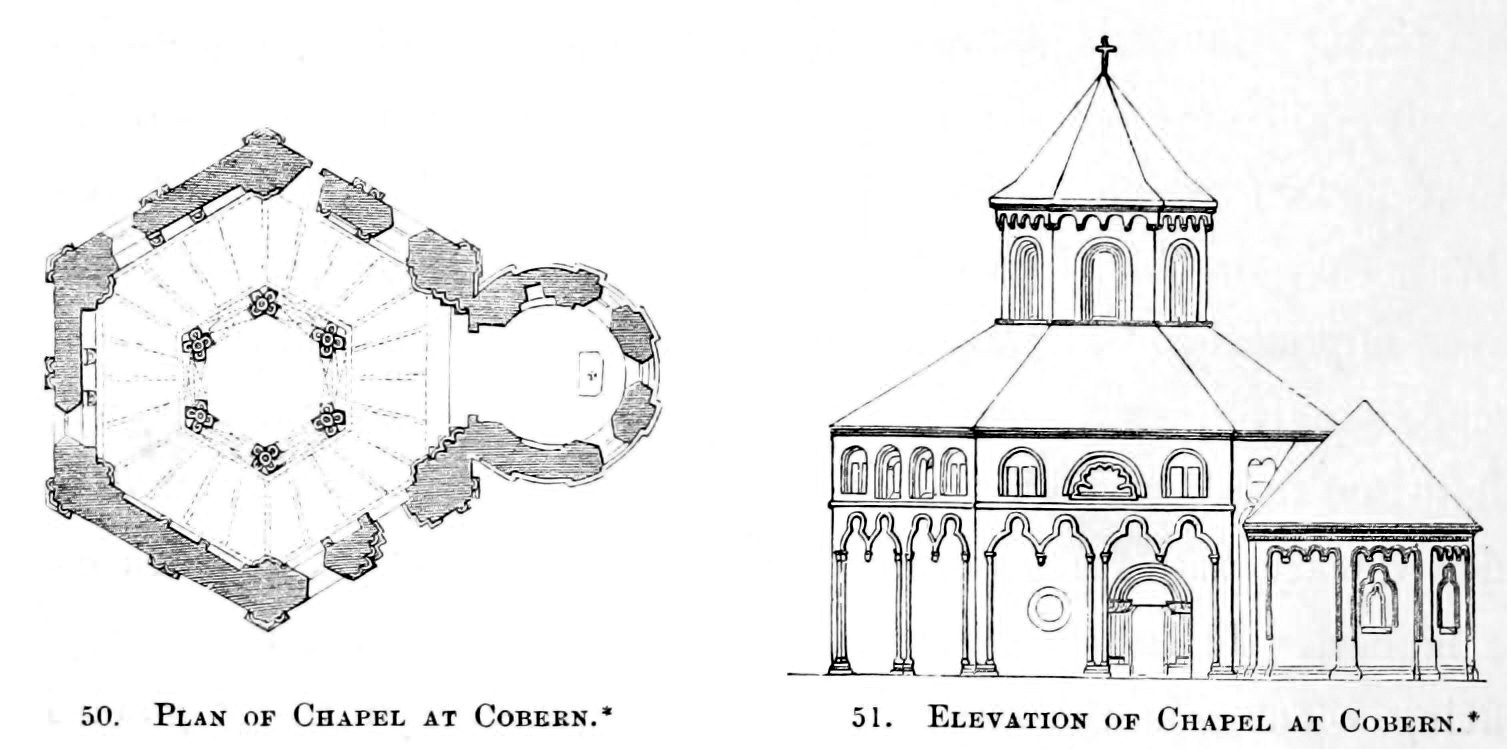
Matthiaskapelle Kobern – Grundriss und Aufriss

Die Matthiaskapelle ist ein sakraler romanischer Zentralbau im Bereich der Oberburg von Kobern-Gondorf im Landkreis Mayen-Koblenz (Rheinland-Pfalz).

## Geschichte
Aus stilistischen Gründen wird die Matthiaskapelle um 1220/40, datiert, wobei nicht klar ist, ob der Chor von einem Vorgänger stammt oder nachträglich angebaut wurde. Auch wenn es keine Belege / Quellen gibt, wird allgemein angenommen, dass Ritter Heinrich II. von Isenburg-Kobern am Kreuzzug von Damiette beteiligt war. Dabei habe Heinrich das Haupt des Apostels Matthias geraubt und es nach Kobern verschleppt. Die besondere Bauform der Burgkapelle lässt die Deutung einer Reliquienkapelle zu.
Im Jahr 1347 brachte Graf Johann von Sayn die Reliquie nach der Burg Sayn und später nach Hachenburg. Von dort kam sie 1381 auf den Ehrenbreitstein und um 1420 in den Trierer Dom. Seit 1927 wird sie in der Benediktinerabtei St. Matthias von Trier aufbewahrt.
Etwa ab dem 15. Jahrhundert unterstand die Matthiaskapelle, die von alters her von vielen Gläubigen besucht wurde, dem St.-Kastor-Stift in Koblenz. Um 1725 war sie in schlechtem Zustand, unter anderem musste das Dach des Chors erneuert werden. Um 1770 betrauten die Koblenzer Stiftsherren den nebenan im Bergfried lebenden Einsiedler mit der Aufsicht der Kapelle. Nach der Säkularisation in den ersten Jahren des 19. Jahrhunderts sollte die Matthiaskapelle abgerissen werden. Sie wurde jedoch Eigentum der Pfarrei Kobern, die sie 1819 an Preußen verkaufte, woraufhin 1836 auf Veranlassung des späteren Königs Friedrich Wilhelm IV. eine völlige Wiederherstellung des verfallenden Gebäudes unter Leitung des Baumeisters Johann Claudius von Lassaulx begann. Aus dieser Zeit stammt der Mosaikfußboden, der nach einem im Chor erhaltenen Stück gelegt wurde. In den Jahren 1892 bis 1894 wurde die Kapelle erneut restauriert. Wegen Baufälligkeit mussten außen Strebepfeiler angebaut werden, die im Verlauf der Sanierung und Restaurierung in den Jahren 1985 bis 1998 wieder entfernt werden konnten. Einzelne Gesimsstücke, Fensterrahmen und Ähnliches waren 1929, 1932 und 1934 ausgebessert worden.

## Baubeschreibung
Die Matthiaskapelle ist ein sechseckiger Zentralbau mit etwa 11 m Durchmesser innen, an den sich an einer der sechs Umgangsseiten ein Chor mit Dreiviertelkreis-Grundriss anschließt. Der Chor ist etwa 4,30 m breit und einschließlich der Stufen 5,40 m tief. Sechs Stützengruppen aus je fünf Säulen tragen einen hohen, außen etwa 5,50 m und zwischen den Säulen 3,65 m breiten Mittelbau mit sechseckigem Rippengewölbe. Den Umgang deckt ein 24-teiliges Rippengewölbe. Der turmartige rund 14 m hohe Mittelbau überragt die Umgangsdächer. Über ein Stufenportal mit eingelegten Säulen und Rundstäbe an der Südostseite betritt der Besucher die Kapelle. Daneben ist der Rest eines Bogens erhalten, möglicherweise Teil einer früheren Vorhalle.
Das Mauerwerk besteht aus Schieferbruchstein, teilweise mit Tuffstein durchsetzt. Die Hauptsäulen im Innenraum sind aus Basaltlava, Nebensäulen aus Schiefer, nichttragende Formen aus Sandstein. Die Konsolen der Säulen im oberen Teil des Mittelbaus tragen Symbole der vier Evangelisten, die Skulptur eines Jünglings und auf der sechsten Konsole nicht zu deutende Figuren. Auffallend ist der Adler statt des Löwen als Symbol des Evangelisten Markus, möglicherweise ein Fehler der 1894 abgeschlossenen Restaurierung, wie es dem Spruchband der Skulptur entnommen werden könnte.
Ein 1,14 × 0,77 m großes Sandsteinrelief mit vielen Figuren an der Wand im Umgang zeigt die Enthauptung des heiligen Matthias. Es ist ein Werk aus dem Jahr 1630, das allerdings im Laufe der Jahrhunderte ergänzt worden sein dürfte.
Die Fachliteratur geht davon aus, dass der Zentralbau auf die Grabeskirche in Jerusalem verweist. Weitere Anregungen könnten durch frühchristliche Memorialbauten (z. B. Santa Costanza / Rom), Pfalzkapelle in Aachen oder den Kirchenbau der Templer (z. B. London, Metz, Segovia, Tomar) erfolgt sein.

## Denkmalschutz
Die Matthiaskapelle ist ein geschütztes Kulturdenkmal nach dem Denkmalschutzgesetz (DSchG) und in der Denkmalliste des Landes Rheinland-Pfalz eingetragen. Sie liegt in der Denkmalzone Oberburg mit Matthiaskapelle.
Die Matthiaskapelle kann in den Sommermonaten an Wochenenden besichtigt werden.